# Géczy Nóra
Géczy Nóra Dr. (1977. január 3. –) magyar építész-tervezőművész, belsőépítész, PhD. egyetemi docens.
Középületek építészeti és belsőépítészeti tervezésével, formatervezéssel és alkalmazott művészeti installációk kialakításával foglalkozik. A győri Széchenyi István Egyetem Épülettervezési Tanszékén oktat építészeti és belsőépítészeti tervezést, designt magyar és külföldi diákoknak. 2001 óta a hazai és külföldi építészeti szakmai szervezeteknek, valamint a Magyar Alkotóművészek Országos Egyesületének és a Magyar Tudományos Akadémia köztestületének tagja. Tudományos, oktatói és közéleti tevékenységei mellett elsősorban építész-tervezőként, iparművészként dolgozik. Archiválva 2019. augusztus 31-i dátummal a Wayback Machine-ben

## Családja
Édesanyja Mészáros Erzsébet textilművész, iparművész, Édesapja Dr. Géczy Imre sebész, főorvos, testvére Géczy Imre geofizikus.

## Életpályája
Okleveles építész-tervezőművész, iparművész, egyetemi docens. A Magyar Alkotóművészek Országos Egyesülete Iparművészeti, tagozatának belsőépítész tagja, a Magyar Építész Kamara, és az ICOMOS Nemzetközi Műemlékvédelmi Szervezet tagja. Design, belsőépítészet, és építészet tárgyakat tanít a Széchenyi István Egyetem Épülettervezési Tanszékén. „Design” című előadássorozatában formatervezési módszertant, és designelméletet oktat. A féléves kurzus során építész-, gépész- és járműmérnök hallgatók közösen dolgoznak ki formaterveket, játékos ötleteket, működő prototípusokat. Belsőépítészeti munkáiban egyedi bútorok, berendezések, formatervek, kiállítási rendszerek, alkalmazott művészeti installációk kialakításával foglalkozik. Design munkái: „Mono-Story” lámpacsalád, „Miamanó” kávéskészlet (Zsolnay-díjas), „Ábel”–szék, Zénó-ülőke, Block-I installációs rendszer.
Több mint egy évtizede folyamatosan kutatja Sopronban a történeti faépületeket, közöttük a faverandás lövéri villák építészettörténetét. Remek grafikus és kiváló egyetemi oktató. Munkásságának eredményét könyvben is megjelentette.
Faépítészet Sopronban című kötetéről Dr. Winkler Gábor írta: „amíg lapozgatom a könyv oldalait és gyönyörködöm ragyogó képeiben, rádöbbenek: irigyelem Sopront! Irigyelem megmaradt faépületeinek gazdagságáért és irigylem Géczy Nóra hiánypótló, értékes, szép munkájáért.”

## Kutatási területe[9]
- Design és térművészet (2019)
- Tér és ergonómia - a modern és műemléki enteriőrök belsőépítészetében. (Térergonómia, 2016)
- Modernitás és műemlékvédelem - kortárs építészet történeti környezetben.

## Szervezeti tagságai
- MTA, Építészeti Tudományos Bizottság
- ICOMOS Magyar Nemzeti Bizottság
- MABE, Magyar Belsőépítész Közhasznú Egyesület[10][11]
- MAOE, Magyar Alkotóművészek Országos Egyesülete, Iparművészeti Tagozat[12]
- MÉK, Magyar Építész Kamara[13]

## Munkái
- Modern és műemléki épületek és építészeti és belsőépítészeti kialakítása[1][2][10]
- Könyvek: Faépítészet Sopronban 1850-1914 között
- Művészeti és efemer installációk tervezése[14]
- Iparművészet[11]
- Szobrászat[15][16][17]
- Egyéb publikációk: Publikációinak listája 2015. szeptemberig

## Díjai, elismerései
- ICOMOS, Jan Zachwatowicz International Prize, Archiválva 2016. augusztus 28-i dátummal a Wayback Machine-ben nemzetközi építészeti diplomadíj,[18]
- HUNGARIA NOSTRA, Podmaniczky díj[7]
- Házi Jenő díj[19]
- XVII. Országos Érembiennále, Rendezőbizottság díja[20]
- Martin Hammer ösztöndíj
- Publikációs Nívódíj, Tudományos monográfia kategória, 2014[21]